# Santo Tomas, Pangasinan
Santo Tomas là một đô thị hạng 5 ở tỉnh Pangasinan, Philippines. Theo điều tra dân số năm 2007, đô thị này có dân số 13.706 người trong 2.716 hộ. 

## Barangay
Santo Tomas được chia thành 10 barangay.
- La Luna
- Poblacion Đông
- Poblacion Tây
- Salvacion
- San Agustin
- San Antonio
- San Jose
- San Marcos
- Santo Domingo
- Santo Niño